# El taxi de los conflictos
Taxiul conflictelor (titlul original: în spaniolă El taxi de los conflictos) este un film de comedie muzicală spaniol, realizat în 1969 de regizorii José Luis Sáenz de Heredia și Mariano Ozores, protagonist fiind actorul Juanjo Menéndez, alături de una dintre cele mai mari concentrații de vedete într-un singur film, din istoria cinematografiei spaniole, printre care Antonio Ozores, Eduardo Fajardo, Gracita Morales, José Suárez, Carmen Sevilla, Marisol, Lola Flores și Peret.

## Rezumat
Tadeo este un taximetrist singur, cu pretențiile unui cuceritor. Pe parcursul zilei în taxiul lui urcă personaje de tot felul și apar cele mai variate situații. Într-o bună zi, Tadeo descoperă că un călător a „uitat” un nou-născut în vehiculul său. 
Începe să caute, în compania polițiștilor, posibilii părinți ai copilului, dar această căutare va deveni tot mai complicată, întrucât unul dintre polițiști îl suspectează drept presupusul „vinovat”. El abordează această sarcină descurajantă, neuitând că la sfârșitul zilei, are o întâlnire cu o femeie misterioasă, Elena, care se pare că trebuie să-i spună ceva foarte important. Tadeo se va trezi astfel implicat în niște necazuri care îi complică foarte mult viața și care nu știe la ce final îl vor duce...

## Distribuție
- Juanjo Menéndez – Tadeo Fernandez, taximetrist
- Carmen Sevilla – Isabel, cântăreața
- Massiel – o străină
- Sonia Bruno – o străină
- Peter Damon – americanul
- Juan Diego – Sebas (Sebastián López Miranda)
- Luis Rivera – Enrique
- Manolo Otero – Paco
- Venancio Muro – Juan
- Olga Peiró – Damiana
- Juanito Navarro – Fernando
- Alberto Closas – hoțul
- José Suárez – Don Luis (gardianul de la poarta comisariatului)
- Antonio Ozores – inspectorul Manolo Rovira
- Juan Cazalilla – agentul rutier
- Lorenzo Robledo – polițistul
- Eduardo Fajardo – Don Ángel
- Gracita Morales – La chacha
- Isabel Garcés – doamna devotată
- Fernando Santos – directorul Federico
- Tomás Zori – aghiotantul directorului
- Manolo Codeso – El scrip
- Marisol – Patricia
- Jaime de Mora y Aragón – Su Majestad, Dimitri
- Pilar Bayona – Catalina, vânzătoarea
- Concha Velasco – Elena, sora Catalinei
- Roberto Camardiel – Eduardo, unchiul Catalinei
- Armando Calvo – soțul înșelat
- Alfredo Mayo – Manuel Alfredo
- Paquita Rico – soția iubitoare a lui Alfredo
- María Mahor – Concha
- Ángel Terrón – vânzătorul
- Rafael López Somoza – Don Gervasio
- Félix Dafauce – preotul
- Alberto Fernández de la Rosa – Alberto
- Antonio Flores – El churumbel
- Lola Flores – Lola
- Rosario Flores – fetița Lolei
- Tito García – polițistul căsătorit
- Antonio González "El Pescaílla" – Antonio
- Antonio Pica – iubitul surorii Catalinei
- Mari Carmen Prendes – Miss Carbajal
- Peret – bigamul
- Pilar Cansino – Fernanda, prima consoartă a bigamului
- María del Carmen San Martín – a doua consoartă a bigamului
- Ernesto Zafrilla – copilul

## Melodii din film
- Será el amor interpretată de Carmen Sevilla
- Corazón contento interpretată de Marisol
- Pleitos tengas interpretată de Peret
- Que me coma el tigre interpretată de Lola Flores și Antonio González "El Pescaílla", autor Eugenio Garcia Cueto (Colombia)